# Adendorf
Adendorf – gmina samodzielna (niem. Einheitsgemeinde) w niemieckim, kraju związkowym Dolna Saksonia w powiecie Lüneburg. W 2013 liczyła 10 611 mieszkańców.

## Położenie geograficzne
Adendorf leży pomiędzy rzeką Ilmenau oraz Kanałem Bocznym Łaby (niem. Elbe-Seitenkanal), około 10 km na południe od rzeki Łaba.

## Komunikacja
Adendorf leży w pobliżu końca autostrady BAB 39 (do roku 2010 pod nazwą A250), która to zapewnia dobre połączenie miejscowości z Hamburgiem. Planowany jest kolejny odcinek A 39, w kierunku południowym do Brunszwiku.  Przez miasto przebiega również droga krajowa B209.
Przez Adendorf przebiega także linia kolejowa Lubeka – Lüneburg, jednak stacja w miejscowości została zlikwidowana. Przy podróży koleją należy wysiąść w pobliskim Lüneburgu, z którym miasto posiada gęstą sieć połączeń autobusowych (KVG). 

## Miasta partnerskie
- Saint-Romain-de-Colbosc
- Wągrowiec